# Tetrorchidium brevifolium
Tetrorchidium brevifolium là một loài thực vật thuộc họ Euphorbiaceae. Loài này có ở Guatemala và Honduras.